# Maserati V8RI
Maserati V8RI je Maseratijev dirkalnik, ki je bil v uporabi med sezonama sezone 1935 in sezone 1936. Z njim so dirkali tudi Carlo Felice Trossi, Ettore Bianco, Richard Seaman, Philippe Étancelin in Giuseppe Farina. Imel je super procesorski motor V8 s prostornino 4788 cm³, ki je lahko proizvajal moč 320 KM, dosegal pa je hitrost do 270 km/h. Debitiral je na dirki Grand Prix de la Marne v sezoni 1935, ko je Étancelin z njim odstopil, tudi sicer pa ni zabeležil odmevnejših rezultatov. Dirkalnik Maserati 6CM ima vzmetenje vzeto po dirkalniku V8RI.